# Gerhard Gribkowsky
Gerhard Gribkowsky (* 16. April 1958 in Hamburg) ist ein deutscher Bankmanager und ehemaliger Risikovorstand der BayernLB, welcher zum Ende des Jahres 2005 maßgeblich an der Formel-1-Übernahme durch die Investmentgesellschaft Alpha Prema mitwirkte. Seit Dezember 2010 ermittelte die Staatsanwaltschaft gegen ihn wegen des Verdachts, Bestechungsgeld in Höhe von 50 Millionen US-Dollar angenommen und vor dem Fiskus versteckt zu haben. Ende Juni 2012 wurde er zu einer Freiheitsstrafe von achteinhalb Jahren verurteilt. Anfang 2016 wurde er aus der Haft entlassen.

## Leben
Von 1979 bis 1981 absolvierte Gribkowsky ein Praktikum bei der Siemens AG. Anschließend studierte er Rechtswissenschaften an der Albert-Ludwigs-Universität Freiburg. 1988 wurde er promoviert. Bis 2002 arbeitete er bei der Deutschen Bank AG. Bis 2001 war er Mitglied der Geschäftsleitung für die Region Bayern. Zuletzt war er für die Risikopositionen in den Branchen Maschinen- & Anlagenbau, langlebige Konsumgüter, Handel und Touristik jeweils weltweit verantwortlich.  Von 2003 bis zum 2. April 2008 war er im Vorstand der Bayerischen Landesbank (BayernLB) in München.
Daneben war er im Aufsichtsrat mehrerer Unternehmen tätig, unter anderem bei Air Finance BV in Amsterdam, der Formula One Administration, der Formula One Management in London, der Deutschen Kreditbank (vom 3. April 2007 bis 10. April 2008) sowie den Bauunternehmen Strabag (bis 18. Juni 2010) und Züblin und als Direktor bei der MKB Bank Zrt in Ungarn.
Sein Vater war Mitglied des Vorstands von Beck’s. Gribkowsky lebte bis zu seiner Verhaftung in Grünwald bei München und hat drei erwachsene Kinder aus erster Ehe.
Seit März 2019 engagiert sich Gerhard Gribkowsky als ehrenamtlicher Meßner in der evangelisch-lutherischen Christuskirche in München-Neuhausen.

## Kontroversen

### Beteiligung an der Hypo Alpe Adria Group
Im Rahmen der weltweiten Wirtschaftskrise tätigte die BayernLB eine Fehlinvestition in die Hypo Alpe Adria. Daraus resultierte für die Bank ein Gesamtverlust von 3,7 Milliarden Euro. Der Freistaat Bayern rettete später seine Landesbank mit einer Finanzspritze in Höhe von zehn Milliarden Euro.
Risikovorstand Gribkowsky galt als mitverantwortlich für die Fehlinvestition. Zudem gab es interne Machtkämpfe. Am 2. April 2008 hat der Verwaltungsrat Gribkowsky mit sofortiger Wirkung abberufen. Bis Ende 2012 sollte er sein Gehalt von rund einer halben Million Euro im Jahr erhalten. Im Oktober 2010 wurden die Zahlungen gestoppt und im Januar 2011 wurde Gribkowsky auf 200 Millionen Euro Schadenersatz verklagt. Gleichlautende Forderungen wurden gegen die sieben anderen damaligen Vorstandsmitglieder gestellt.
Das zum gleichen Gegenstand geführte Strafverfahren wurde eingestellt.

### Strafverfahren
Im April 2002 meldete KirchMedia Insolvenz an. Für ihre 75 Prozent Anteile an der SLEC-Holding, damals die oberste Dachgesellschaft der Formel 1, konnte kein Käufer gefunden werden. Im Juli 2002 verwerteten die Gläubigerbanken ihre Kreditsicherheiten durch Selbsteintritt. Die BayernLB gewährte Kirch einen Kredit von 987,5 Millionen Dollar und bekam als Sicherheit 62,2 Prozent der Kirch-Anteile (46,65 Prozent der Gesamtanteile an SLEC).
Seit Anfang Oktober 2003 war Gribkowsky für die BayernLB im Aufsichtsrat der Formel 1. Er sollte versuchen, einen Käufer für die Anteile zu finden. Gribkowsky vertrat die Mehrheit der Bankenanteile und als deren Vertreter die Mehrheit der Gesamtanteile, trotzdem hatten die Banken keinerlei Mitspracherecht in den Formel-1-Firmen. Es kam zum Bankenstreit in der Formel 1. Ein Gerichtsurteil erlaubte den Banken sämtliche Vorstandspositionen in den wichtigen Firmen neu zu besetzen, was Gribkowsky auch nutzte und sich in einige Vorstände brachte, unter anderem auch als Vorsitzender der SLEC. Das brachte Gribkowsky in eine Position, in der er theoretisch Bernie Ecclestone hätte entlassen können.
Am 25. November 2005 übernahm Alpha Prema die Formel-1-Anteile der BayernLB und von Ecclestones Bambino Holding und hatte damit die Mehrheit. Die BayernLB bekam für ihre Anteile 837 Millionen Dollar. Am selben Tag wurde Gribkowskys eigene Firma GG Consulting in Österreich ins Handelsregister eingetragen. Am 6. Dezember 2005 kaufte Alpha Prema auch die Anteile von JPMorgan.
Am 21. Februar 2006 wurde Gribkowsky Verwaltungsrat bei Ecclestones Unternehmen Petara und war mit Einzelunterschrift zahlungsbevollmächtigt. Am 22. Februar 2006 wurde auf Mauritius eine Briefkastenfirma registriert, welche später einen Teil der Zahlungen an Gribkowsky tätigte.
Ende März 2006 war Alpha Prema, nach einer Prüfung durch die Europäische Wettbewerbskommission, auch auf dem Papier Mehrheitseigner der Formel 1. Wenige Tage später einigten sich die Formel-1-Teams mit dem neuen Besitzer auf ein neues Geldverteilungssystem. Damit war die Abspaltung der Hersteller vom Tisch und der Wert der Formel 1 stieg wieder an. Ein solches Szenario hatte Gribkowsky vorhergesagt. Noch im selben Monat erwarb Alpha Prema auch die Anteile von Lehman Brothers, womit sie nun alleiniger Inhaber war. Anders als die BayernLB reinvestierte Lehman in Anteile an Alpha Prema und blieb so beteiligt. Gribkowsky bekam einen der vier Aufsichtsratssitze in der neuen Holding. (Oberhalb von Alpha Prema wurden später weitere Firmenkonstrukte erschaffen. An oberster Stelle steht seither Delta Topco, die aber bis 2008 gleiche Besitzverteilungen hatte wie zuvor Alpha Prema: annäherungsweise 70 Prozent CVC Capital Partners, 17 Prozent Lehman, 9 Prozent Bambino, 4 Prozent sonstige und 1 Aktie hielt Ecclestone persönlich.) Die BayernLB zahlte Ecclestone 40 Millionen Dollar Provision und seiner Firma Bambino Holding 20 Millionen Dollar für offene Forderungen.
Zwischen 2006 und 2007 gingen auf dem Konto der GG Consulting mehrere Zahlungen über insgesamt 44 Millionen Dollar ein für zwei Beraterverträge. Die zahlenden Firmen waren First Bridge Holding mit Sitz auf Mauritius und Lewington Invest mit Sitz auf den Britischen Jungferninseln.
Am 3. Mai 2007 errichtete Gribkowsky in Salzburg die Privatstiftung „Sonnenschein“. Zu dieser Stiftung gehören die drei Gesellschaften GREP GmbH, GFU GmbH und Aktion Zeitgeschenk GmbH. Der Zweck der Stiftung wird beschrieben mit „Erhaltung, Vermehrung und bestmögliche Verwaltung und Veranlagung des Vermögens der Privatstiftung, die Versorgung des Stifters und der Begünstigten“. Die GREP GmbH nahm innerhalb der Stiftungsgruppe die Vermögensverwaltung war. Die Aktion Zeitgeschenk GmbH kümmerte sich um die Unterstützung von Familien mit krebskranken Kindern.
Am 14. Dezember 2007 erhielt Ecclestone persönlich angeblich eine schriftliche Mahnung zur Zahlung von 2,229 Millionen Dollar an die GREP GmbH. Ecclestone soll sich darauf telefonisch bei einem von Gribkowskys Anwälten beschwert haben. Dieser erzählte später seiner Verwandtschaft von Ecclestones Anruf.
Nach Abzug der Steuern in Österreich wurden die Gelder der GG Consulting auf die Privatstiftung weitergeleitet. Die GG Consulting wurde 2008 aufgelöst. Das Gesamtvermögen der Stiftung betrug im November 2010 25,6 Millionen Euro.
Am 23. Dezember 2010 recherchierte die Süddeutsche Zeitung über Gribkowsky und führte ein Interview mit ihm. Gegenüber der Süddeutschen Zeitung gab er zuerst an, die Gelder stammten aus Familienvermögen, später gab er keine Auskunft mehr. Am 29. Dezember 2010 ging Gribkowsky selber zur Staatsanwaltschaft München und unterrichtete diese über seine Stiftung, bevor es in der Zeitung zu lesen war. Die Staatsanwaltschaft begann darauf ihrerseits mit Ermittlungen gegen Gribkowsky.
Am 5. Januar 2011 kam Gribkowsky in Untersuchungshaft wegen des dringenden Verdachts auf Veruntreuung von Vermögen, Bestechlichkeit und Steuerhinterziehung in Millionenhöhe. Ihm wurde vorgeworfen bei der Durchführung des Verkaufs der BayernLB-Anteile eine Neubewertung der Anteile unterlassen und diese unter ihrem Wert verkauft zu haben. Damit habe er seinen damaligen Arbeitgeber geschädigt. Diese Vorwürfe wurden später im Rahmen von Austauschhaftbefehlen mehrfach korrigiert. Für sein Entgegenkommen habe er 50 Millionen Dollar kassiert und diese in Deutschland nicht versteuert. Ecclestone bestritt mehrfach etwas mit der Sache zu tun zu haben, die Zahlungsfirmen der Berateraufträge zu kennen oder etwas von diesen Zahlungen zu wissen. Allerdings gab es mittlerweile Zeugenaussagen, die einen Zusammenhang mit Ecclestone und auch das Telefonat anlässlich des Mahnschreibens bestätigten.
Am 10. Februar 2011 wurde das Vermögen der Privatstiftung Sonnenschein eingefroren. Aus der Verwertung sollen der BayernLB 2015 rund 11 Millionen Euro zugeflossen sein. Die Staatsanwaltschaft erhob am 19. Juli 2011 Anklage beim Landgericht München I. Im Verlauf der Hauptverhandlung ließ sich Gribkowsky am 20. Juni 2012 selbst zu den gegen ihn erhobenen Vorwürfen ein. Er gestand auf der Basis der Erkenntnisse aus 45 Verhandlungstagen ein, dass er die Provisionszahlung der BayernLB an Ecclestone hätte verhindern können und müssen. Das Gericht wertete diese Einlassung als Geständnis. Am 27. Juni 2012 verurteilte ihn das Landgericht München I wegen Bestechlichkeit als Amtsträger in Tateinheit mit Untreue und Tatmehrheit mit Steuerhinterziehung zu achteinhalb Jahren Haft. Sein Geständnis wurde strafmildernd gewertet. Nach Rücknahme der Revision wurde das Urteil am 2. Mai 2013 rechtskräftig.
Anfang 2014 musste sich Gribkowsky erneut vor dem Landgericht München verantworten. Die Staatsanwaltschaft warf ihm – wie den anderen ehemaligen Vorstandsmitgliedern der BayernLB – Untreue zu Lasten der Bank wegen des angeblich überteuerten Kaufs der Hypo Alpe Adria Group und Bestechung vor. Das Verfahren gegen ihn wurde aber am 17. Februar 2014 nach wenigen Verhandlungstagen im Hinblick auf die im Formel-1-Prozess verhängte Haftstrafe nach § 154 Strafprozessordnung eingestellt.
Nach Mitteilung des Landgerichts München vom Februar 2016 wurde zum 3. März 2016 der Rest der Haftstrafe auf Bewährung ausgesetzt. Gribkowsky hat knapp zwei Drittel seiner Strafe verbüßt.